# Slani slapovi u Tuzli
Slani slapovi, turistička atrakcija turističke i zdravstvene namjene u Tuzli.
Projekt je originalan i prvi ovakve vrste u Europi. Slapovi će služiti za kupanje i inhalatorij za šire područje Slane Banje. Preko četiri kaskade i dvaju manjih bazena, slana voda se slijeva u jedno od umjetnih jezera. Cijena projekta bila je oko milijun KM. Svečano su otvoreni 25. rujna 2008. godine. Napravljeni su kroz pet faza. 
Dio su kompleksa Panonskih jezera, u samom središtu Tuzle svega nekoliko stotina metara od središnjeg gradskog trga.